# Sindrome da donna bianca scomparsa
La sindrome da donna bianca scomparsa (Missing white woman syndrome (MWWS) nella sua formulazione originaria in lingua inglese) è il grado di copertura sproporzionato in televisione, radio, giornali e riviste riguardo ad avversità, il più delle volte un caso di persona scomparsa, che coinvolge una giovane, bianca, di classe medio-alta (spesso bionda) bella donna o ragazza. Questo grado di copertura è di solito in contrasto con casi riguardanti un uomo scomparso, o donne scomparse di altre etnie, classi socio-economiche o bellezza.
È ritenuto un fenomeno culturale talvolta legato ad inconscio razzismo e/o sessismo/maschilismo, mentre psicologicamente potrebbe trattarsi di un meccanismo inconscio di autoidentificazione o identificazione della propria cerchia con i tratti somatici della donna bianca; l'attenzione mediatica avviene di conseguenza alla società e alla maggioranza bianca del luogo in questione.

## Copertura dei media
Il professor Provost, presidente del National Center for Missing Adults, ritiene che i media tendono a concentrarsi su "damigelle in pericolo", un topos della cultura occidentale, tipicamente giovani donne benestanti bianche e adolescenti. Porta ad esempio le sparizioni di Laci Peterson e Natalee Holloway, che diventarono in USA notizie sensazionali, mentre una donna incinta nero/ispanica di nome LaToyia Figueroa scomparsa da Philadelphia tre anni più tardi ha attirato meno l'attenzione nazionale, nonostante gli sforzi della sua famiglia di ricorrere ai mezzi di comunicazione per aiutare a trovarla (Figueroa fu poi trovata assassinata). Un osservatore ha visto anche contrasti tra l'attenzione ricevuta da Peterson e Evelyn Hernandez che era incinta di nove mesi quando è scomparsa nel 2002.
Due casi di omicidio nel Regno Unito sono stati portati come esempi di sindrome da donna bianca scomparsa: gli omicidi di Hannah Williams e di Danielle Jones. Anche se entrambe le vittime erano adolescenti bianche, Jones ha ricevuto più copertura rispetto a Williams. È stato suggerito che questo è successo perché Jones era una studentessa di classe medio-alta, mentre Williams era figlia di un'operaia divorziata. Un portavoce della polizia ha descritto la madre di Williams come "materiale non proprio da conferenza stampa" e, mentre Jones ha continuato a dominare i titoli dei giornali, Williams è stata quasi immediatamente dimenticata dai media. La National Missing Persons Helpline riscontrò, commentando il caso, che i mezzi di informazione che trattano storie di rapimento o omicidio chiedono spesso se il soggetto era di sesso femminile, all'interno di una particolare fascia di età e con un particolare sfondo sociale.
Secondo uno studio pubblicato su The Law and Society Association, le donne indigene scomparse in Canada ricevono una copertura mediatica 27 volte inferiore rispetto alle donne bianche, oltre a ricevere "titoli, articoli e immagini meno appassionanti e dettagliati".
In Italia, il caso di Sarah Scazzi è stato portato come esempio della sindrome da donna bianca scomparsa a causa della lunga e costante copertura dei media per tale notizia. Analogo esempio è stato fatto per l'ampia copertura (non sempre favorevole) sui rapimenti di giovani donne all'estero maggiore di quella ricevuta da analoghi maschili.
Derivazioni del fenomeno sono considerate le ampie coperture mediatiche verso omicidi o presunti tali o crimini violenti contro donne e ragazze bianche, spesso più accentuato se i colpevoli sono di altre etnie, e anche simpatie o interesse per bianche coinvolte in processi penali, se di aspetto attraente o giovani.

## Il caso Lynch
Un esempio della "sindrome" è stata la copertura dei media sulla vicenda della soldatessa statunitense Jessica Lynch rispetto a quelle di due sue commilitone, Shoshana Johnson e Lori Piestewa. Tutte e tre sono cadute in un'imboscata nello stesso attacco durante la guerra in Iraq il 23 marzo 2003, durante la quale Piestewa fu uccisa e Lynch e Johnson furono ferite e catturate. Lynch, una ragazza giovane, bionda e bianca, ricevette una maggior copertura mediatica rispetto a Johnson (donna di colore e ragazza madre) e Piestewa (di etnia Hopi proveniente da un ambiente povero, anche lei madre single). I critici dei media suggeriscono che i mezzi di comunicazione abbiano dato più attenzione alla donna con la quale il pubblico avrebbe potuto più facilmente identificarsi.
Lynch stessa, una volta liberata e rientrata in patria, mosse dure critiche riguardo a questa copertura sproporzionata concentrata solo su di lei, affermando in una testimonianza davanti al Comitato del Congresso degli Stati Uniti sulla sorveglianza e riforma del Governo:
(Jessica Lynch)